# Законодательный процесс в Европейском союзе
Законодательный процесс Европейского союза главным образом осуществляют два института Европейского союза: Европейский парламент и Совет Европейского союза. Компетенция создания и изменения законодательства поделена между ними в равной части, в то время как возможность инициировать законы принадлежит исключительно Европейской комиссии.
Обычно законодательное предложение для того, чтобы стать законом, требует утверждения Парламентом и Советом. Относительная власть конкретной институции в процессе зависит от того, какая законодательная процедура используется и сферы, к которой относится предложение. В большинстве случаев они принимают равное участие; иногда преимущество имеет Совет Европейского союза. Сферы и соответствующие процедуры определены Договорами Европейского союза.
Возможность вносить поправки в договоры Европейского союза, которые иногда называют Основным законом Союза или даже фактической Конституцией, принадлежит государствам-участникам и такие изменения должны быть ратифицированы ими в соответствии с их конституционными требованиями. Исключением могут быть так называемые упрощённые пункты, которые предусматривают изменение процедуры, которая используется в определённой сфере без фактического изменения договоров.

## Основные участники

Политическая система Европейского союза

### Парламент
Европейский парламент насчитывает 705 депутатов, которых выбирают каждые 5 лет на основе всеобщего избирательного права. Парламент организуется, как многопартийный орган, а члены парламента работают в его комитетах и являются частью политических групп, а не национальных делегаций. Тем не менее, парламентские политические группы очень слабые из-за их статуса широких идеологических групп, состоящих из существующих национальных партий.
Парламентская власть значительно усилилась по сравнению с 50-ми годами, поскольку новые законодательные процедуры предоставляли больше равенства между Парламентом и Советом. Парламент также получил больше полномочий при назначении Европейской комиссии, которая всегда была ответственна перед парламентом (Парламент имеет право выразить ей недоверие).

### Совет
Совет Европейского союза представляет правительства государств-членов, а потому количество участников соответствует количеству государств, однако голоса распределены согласно количеству населения каждой. Поэтому работа Совета не зависит от политических групп и вместо работы в комитетах, большинство её работы осуществляется дипломатическими представителями (COREPER).

## Второстепенные участники

### Европейская комиссия
Комиссия имеет фактическую монополию по внесению предложений для законодательного процесса, власть, которая даёт Комиссии значительное влияние на повестку дня всего ЕС. И хотя Комиссия вносит законы по воле Совета или по предложению Парламента, конкретную форму законодательного предложения определяет Комиссия.
Обычно негативное мнение Комиссии вынуждает Совет голосовать единогласно, а не большинством голосов. Существуют также случаи, когда Комиссия может самостоятельно принимать законодательные акты.

### Национальные парламенты
Национальные парламенты стран-участниц ЕС имеют механизм раннего предупреждения, который предусматривает, что если одна из стран укажет на нарушение тем или иным законопроектом общих принципов субсидиарности — так называемая «жёлтая карта» — то такой законопроект должен быть пересмотрен. Если большинство парламентов так сделает — так называемая, «оранжевая карта» — то Совет или Парламент могут снять такой законопроект.

## Обычная законодательная процедура

Обычная законодательная процедура

Обычная законодательная процедура это основная процедура, которая используется для создания директив и других документов. Раньше она называлась процедурой совместного принятия решений, которая противопоставляется межправительственному методу, базирующемся на процедуре консультаций или на открытом методе координации.
В Договорах Европейского союза обычная законодательная процедура описывается следующим образом. Комиссия вносит законодательное предложение в Парламент или Совет. В первом чтении Парламент выражает свою позицию. Если Совет согласится с мнением Парламента, то такой акт будет считаться принятым. Если нет, то Совет должен выразить своё собственное мнение по этому поводу и отправить такой акт обратно в Парламент со своими объяснениями. Комиссия также информирует Парламент о своей позиции по данному вопросу. Во втором чтении акт считается принятым, если Парламент утвердит текст, представленный Советом, или не примет никакого решения. Парламент может отклонить текст, представленный Советом, что приведёт к отклонению акта, или усовершенствовать его и передать обратно в Совет. Комиссия выражает своё мнение во второй раз. Те поправки, которые Комиссия отклонила, Совет может принять только единогласно, а не большинством голосов.
Если в течение трёх месяцев с момента получения нового варианта текста Парламента Совет его примет, то такой акт считается принятым. Если нет, то Председатель Совета по согласованию Председателя Парламента созывает Согласительный Комитет, состоящий из Совета и соответствующего количества представителей Парламента (с присутствием Комиссии в качестве модератора). Комитет составляет общий текст на основе двух высказанных позиций. Если в течение шести недель общий текст не будет согласован, тогда акт будет отклонён. Если будет принят и комитет согласует текст, тогда Совет и Парламент (голосуя большинством) должны принять данный текст в третьем чтении. Если они этого не сделают, акт будет отклонён.
Процедура впервые появилась в Маастрихтском договоре и была представлена как процедура совместного принятия решений и была создана, чтобы заменить кооперативную процедуру. Процедура совместного принятия решений была улучшена Амстердамским договором и другими актами, в частности Ниццким договором. Процедура сменила обычную законодательную процедуру, а её применение было распространено на почти все сферы деятельности, как сельское хозяйство, рыбоводство, транспорт, бюджетная сфера и тому подобное.

## Специальные законодательные процедуры
Договоры содержат положения относительно использования специальных законодательных процедур в определённых сферах. Процедуры, на которые стоит обратить внимание это консультативная и процедура согласия, однако могут использоваться и другие.

### Консультационная процедура
Согласно этой процедуре Совет, действуя либо единогласно, либо квалифицированным большинством, может принимать законодательство, предложенное Европейской комиссией после согласования с Европейским парламентом. Несмотря на то, что Совет должен посоветоваться с Парламентом относительно законодательного предложения, Совет не связан позицией Парламента. На практике Совет обычно игнорирует мнение Парламента или даже принимает решение до того, как Парламент выдвинет предложения. Однако Европейский суд принял решение, что Совет обязан дождаться позиции Парламента, а решения, которые были приняты без участия Парламента были отменены. Действуя таким образом, Парламент иногда саботирует принятие законодательных актов, которые он не одобряет.
До принятия Единого европейского акта консультативная процедура была наиболее используемой законодательной процедурой в Европейском сообществе. Консультация до сих пор используется для законодательных целей в области исключений из внутреннего рынка и законодательства по конкуренции.

### Процедура согласования
Процедура согласования предусматривает, что совет может принимать законодательные акты по предложению Европейской Комиссии после получения согласования от Парламента. Таким образом, Парламент имеет законную власть принимать или отклонять любые предложения. Тем не менее, Парламент сотрудничает с согласительным комитетом и представляет промежуточные выводы, в которых он выражает свое беспокойство Совету и может придержать свое решение, пока его рассуждения не будут учтены. Это касается принятия в члены, методов выхода, общеправовых основ и тому подобное.

### Комиссия и Совет действуют единолично
Эта процедура предполагает, что Совет может принимать законы, предложенные Комиссией, без учёта мнения Парламента. Процедура используется, когда устанавливается Единый внешний тариф, а также для переговоров, касающихся торговых сделок во внешнеторговом пространстве.

### Комиссия действует единолично
В некоторых сферах комиссия может принимать регулятивное и техническое законодательство без согласования с другими органами. Комиссия может принимать по своей инициативе законы, касающиеся монополий и концессий, предоставляемых компаниям государств-членов, и касающихся работников, которые хотят остаться в указанных государствах, если они там работали. Благодаря этой процедуре были приняты две директивы: одна относительно прозрачности в отношениях между государствами-членами и компаниями, а вторая относительно конкуренции в телекоммуникационной сфере.

## Акты
Законодательство, которое было принято в результате этих процедур может выражаться в различных формах. Регламенты это законы, имеющие прямое действие. Директивы должны быть транспонированы в определённых пределах в национальное законодательство. Решения имеют прямое действие, но только в отношении конкретных лиц или ситуаций. Существуют также другие формы.

## Лоббистские организации
Определённое влияние на принимаемые в Евросоюзе решения оказывают негосударственные экспертные лоббистские группы. На 2016 год в созданном по соглашению 2011 года, заключенному между Еврокомиссией и Европарламентом, реестре зарегистрированы более 8,3 тыс. лоббистских организаций, среди которых российские ТНК «Газпром» и «Лукойл». На самом деле лоббистов больше, так как не все из них зарегистрировались. Некоторые из них функционируют десятилетиями. Уже в 1958 году в Брюсселе возникли две существующие сегодня лоббистские организации — Комитет аграрных организаций в ЕС (Committee of Agricultural Organizations in the EU / COPA, в настоящее время — COPA-COGECA224) и Союз конфедераций промышленников и работодателей ЕС (Union of Industrial and Employer’s Confederations of Europe / UNICE, с 2007 года BUSINESSEUROPE225). В сельскохозяйственной сфере крупными лоббистами в институтах ЕС являются три группы: The European Federation of Food, британская British Agriculture Bureau и французская COOP de France. Условия регистрации (она добровольная и необязательная) для лоббистов следующие:
- Зарегистрироваться может любая организация, включая религиозные объединения, частные консультативные кабинеты, профсоюзы, академические институты и т. д.;
- При регистрации требуется указать данные об организации, а также о лицах, аккредитованных при ЕС;
- Регистрация обязывает подписать этический кодекс поведения.

Регистрация дает лоббисту ряд прав:
- Получать информационную рассылку об обновлении законодательной базы;
- Входить в состав экспертных групп;
- Запрашивать встречу с официальным представителем;
- Знакомиться со статистикой.